# Marc Spautz
Pour les articles homonymes, voir Spautz.
Marc Spautz, né le 10 avril 1963 à Esch-sur-Alzette (Luxembourg), est un homme politique luxembourgeois, président du Parti populaire chrétien-social (CSV) du 8 février 2014 au 26 janvier 2019.

## Biographie
Né le 10 avril 1963, Marc Spautz est le fils de Jean Spautz.
Il est membre de la Chambre des députés depuis 2013, où il représente le Parti populaire chrétien-social.

## Détail des mandats et fonctions

### Membre de la Chambre des Députés
- Député depuis le 05/12/2013
- Député du 08/07/2009 au 29/04/2013
- Député du 13/07/2004 au 07/06/2009

### Fonctions
- Membre du Parti chrétien social depuis le 01/01/1981
- Membre du Bureau du groupe politique chrétien-social depuis le 05/12/2013
- Membre de la Commission des Affaires étrangères et européennes, de la Défense, de la Coopération et de l'Immigration depuis le 05/12/2013
- Vice-Président de la Commission de la Famille et de l'Intégration depuis le 05/12/2013
- Membre de la Commission du Travail, de l'Emploi et de la Sécurité sociale depuis le 05/12/2013
- Membre du Groupe interparlementaire du scoutisme depuis le 10/12/2013
- Membre de la Commission du Règlement depuis le 14/10/2014
- Membre de la Commission des Finances et du Budget depuis le 04/11/2014

### Fonctions antérieures
- Membre suppléant de la Délégation luxembourgeoise auprès de l'Assemblée parlementaire du Conseil de l'Europe (CE) (Président de la délégation luxembourgeoise) du 05/12/2013 au 12/10/2015
- Membre de la Commission de la Santé, de l'Egalité des chances et des Sports (pour les volets Santé et Egalité des chances ) du 05/12/2013 au 13/10/2014
- Membre de la Commission du Contrôle de l'exécution budgétaire du 05/12/2013 au 13/10/2014
- Ministre aux Relations avec le Parlement du 30/04/2013 au 04/12/2013
- Ministre de la Coopération et de l'Action humanitaire du 30/04/2013 au 04/12/2013
- Ministre de la Famille et de l'Intégration du 30/04/2013 au 04/12/2013
- Ministre du 30/04/2013 au 04/12/2013
- Membre de la Commission du Contrôle de l'exécution budgétaire du 26/02/2013 au 29/04/2013
- Membre de la Commission d'enquête sur le Service de Renseignement de l'Etat du 11/12/2012 au 29/04/2013
- Membre effectif de l'Délégation auprès de l'Union Interparlementaire (UIP) du 16/11/2011 au 29/04/2013
- Membre du Groupe interparlementaire du scoutisme du 08/12/2009 au 29/04/2013
- Membre suppléant de l'Délégation luxembourgeoise auprès de l'Assemblée parlementaire du Conseil de l'Europe (CE) du 28/07/2009 au 29/04/2013
- Membre de la Commission des Finances et du Budget du 12/10/2011 au 29/04/2013
- Membre de la Commission de Contrôle parlementaire du Service de Renseignement de l'Etat du 11/10/2011 au 29/04/2013
- Membre de la Commission de la Fonction publique et de la Simplification administrative du 08/03/2011 au 16/11/2011
- Vice-Président de la Commission du Travail et de l'Emploi du 28/07/2009 au 26/02/2013
- Membre suppléant de l'Assemblée de l'Union de l'Europe Occidentale - Assemblée interparlementaire européenne de sécurité et de défense (UEO) du 28/07/2009 au 30/06/2011
- Membre de la Commission de la Santé et de la Sécurité sociale du 28/07/2009 au 29/04/2013
- Membre de la Commission du Développement durable du 28/07/2009 au 29/01/2013
- Membre de la Commission des Classes moyennes et du Tourisme du 28/07/2009 au 29/04/2013
- Vice-Président de la Commission de l'Economie, du Commerce extérieur et de l'Economie solidaire du 28/07/2009 au 16/11/2011
- Membre de la Conférence des Présidents du 11/10/2011 au 29/04/2013
- Membre de la Commission de la Culture du 28/07/2009 au 16/11/2011
- Membre du Bureau du 11/10/2011 au 29/04/2013
- 1er Vice-Président du Groupe politique CSV du 08/03/2011 au 11/10/2011
- Vice-Président du Groupe politique CSV du 28/07/2009 au 08/03/2011
- Membre de la Commission spéciale "Crise économique et financière" du 11/12/2008 au 26/03/2009
- Membre effectif de l'Délégation auprès de l'Assemblée parlementaire de l'OTAN (Président de la section luxembourgeoise) du 03/08/2004 au 07/06/2009
- Membre de la Commission spéciale "Tripartite" du 24/10/2006 au 20/12/2006
- Membre de la Commission du Travail et de l'Emploi du 03/08/2004 au 07/06/2009
- Vice-Président de la Commission des Transports du 03/08/2004 au 07/06/2009
- Membre de la Commission de l'Economie, de l'Energie, des Postes et des Sports du 03/08/2004 au 07/06/2009
- Président du Groupe politique CSV du 11/10/2011 au 29/04/2013
- Secrétaire général du Parti chrétien social du 14/11/2009 au 10/03/2012
- Membre du Bureau du 13/07/2004 au 02/08/2004

### Mandats communaux et professions
- Président national, CSV du 08/02/2014 au 25/01/2019
- Secrétaire général, LCGB de 1998 à 2009
- Echevin, Commune de Schifflange du 22/11/2011 au 30/04/2013
- Conseiller communal, Commune de Schifflange du 16/11/2005 au 22/11/2011
- Echevin, Commune de Schifflange du 01/01/2000 au 15/11/2005
- Conseiller communal, Commune de Schifflange du 01/01/1994 au 31/12/1999